# Iglesia de Santa María (Requena)
La iglesia de Santa María es un edificio religioso que se encuentra en la población de Requena (provincia de Valencia, Comunidad Valenciana, España). De estilo gótico y barroco, está dedicado a la Asunción de Nuestra Señora.
Es Bien de Interés Cultural con anotación ministerial RI-51-0000978 de 3 de junio de 1931.

## Emplazamiento
Se encuentra situada en el Barrio de la Villa, en la calle de Santa María, aunque también recae a la calle del Colegio. El acceso se realiza por un lateral debido a su posición encajada entre edificios. Está próxima a la iglesia del Salvador.
A inicios del siglo XXI ya no es encuentra dedicada al culto; se usa para albergar grandes exposiciones y como sala de conciertos.

## Descripción
El edificio es de estilo gótico florido isabelino, pero su interior se finalizó al gusto barroco.
El templo tiene una sola nave, con capillas entre los contrafuertes y acceso lateral. La nave está dividida en cuatro tramos y la cabecera en tres, siendo el último de estos ochavado y más reducido. La cabecera está cubierta con bóveda de crucería y presenta una decoración compleja. La nave es de menor altura que la cabecera.
La iglesia presenta coro alto a los pies, al que se accede a través de la primera capilla del lado de la epístola, el de la derecha. Las capillas del lado del evangelio son de menor profundidad. La segunda capilla de este lado da acceso al osario. La tercera corresponde a la puerta de acceso al templo.
En el otro lado, en el cuarto tramo, se encuentra la capilla de Nuestra Señora del Rosario, que data de finales del siglo XVIII y principios del XIX, que presenta dos cuerpos cubiertos con cúpulas semiesféricas. El primer cuerpo es de orden compuesto y el segundo con orden jónico es el principal.
En la fachada destaca la portada dedicada a la Anunciación, como se observa en el tímpano, una Virgen con Niño en el parteluz y cuatro arquivoltas. La exterior es conopial y las tres interiores apuntadas. De las apuntadas, la superior presenta vírgenes con sus atributos; le sigue una de ángeles músicos, cada uno tocando un instrumento; y en la interior se ven las imágenes de querubines con las alas plegadas y entrecruzadas. Por encima del conjunto destaca el alero de madera, construido en el siglo XVI, que la ha protegido de las inclemencias del tiempo.
La torre, que es de planta rectangular, está adosada al segundo tramo de la nave. El paso entre plantas lo facilita una escalera helicoidal. El cuerpo tiene seis vanos, dos en los lados mayores y uno en los menores.

## Historia
Se comenzó a construir en el siglo XIV, si bien su interior no se remató hasta el XVIII, lo que explica la diferencia de estilos.